# Inside fireworks vol.4
inside fireworks vol.4（インサイド　ファイヤーワークス　ボリュームフォー）は、2014年10月2日から会場限定で販売の、5曲入りCDである。

## 概要
- 過去の名曲を、アコースティックアレンジで再録音した5曲入りCD
- セカイイチメルマガ会員限定アコースティックライブ『inside fireworks vol.4』（東京・大阪・名古屋）会場にて限定発売

## 収録曲
1. 勇気の花
2. 才能と解放
3. グレース・ケリー
4. タイムマシーン
5. 真ん中の歌